# 衛貞元
衛貞元，山西省澤州府陽城縣（今山西省陽城縣）人，清朝政治人物、進士出身。

## 生平
順治二年（1645年）乙酉科順天鄉試舉人，順治三年（1646年），聯登進士，后任商城縣知縣。順治十五年，任江寧巡按御史。